# West Hythe
West Hythe – osada w Anglii, w hrabstwie Kent, w dystrykcie Folkestone and Hythe, w civil parish Hythe. Leży 10 km od miasta Folkestone. W 2020 miejscowość liczyła 566 mieszkańców.